# Cikande (Cikande)
Cikande is een bestuurslaag in het regentschap Serang van de provincie Banten, Indonesië. Cikande telt 14.501 inwoners (volkstelling 2010).